# Lepadella tricostata
Lepadella tricostata är en hjuldjursart som beskrevs av Koste 1990. Lepadella tricostata ingår i släktet Lepadella och familjen Lepadellidae. Inga underarter finns listade i Catalogue of Life.